# Siim-Valmar Kiisler

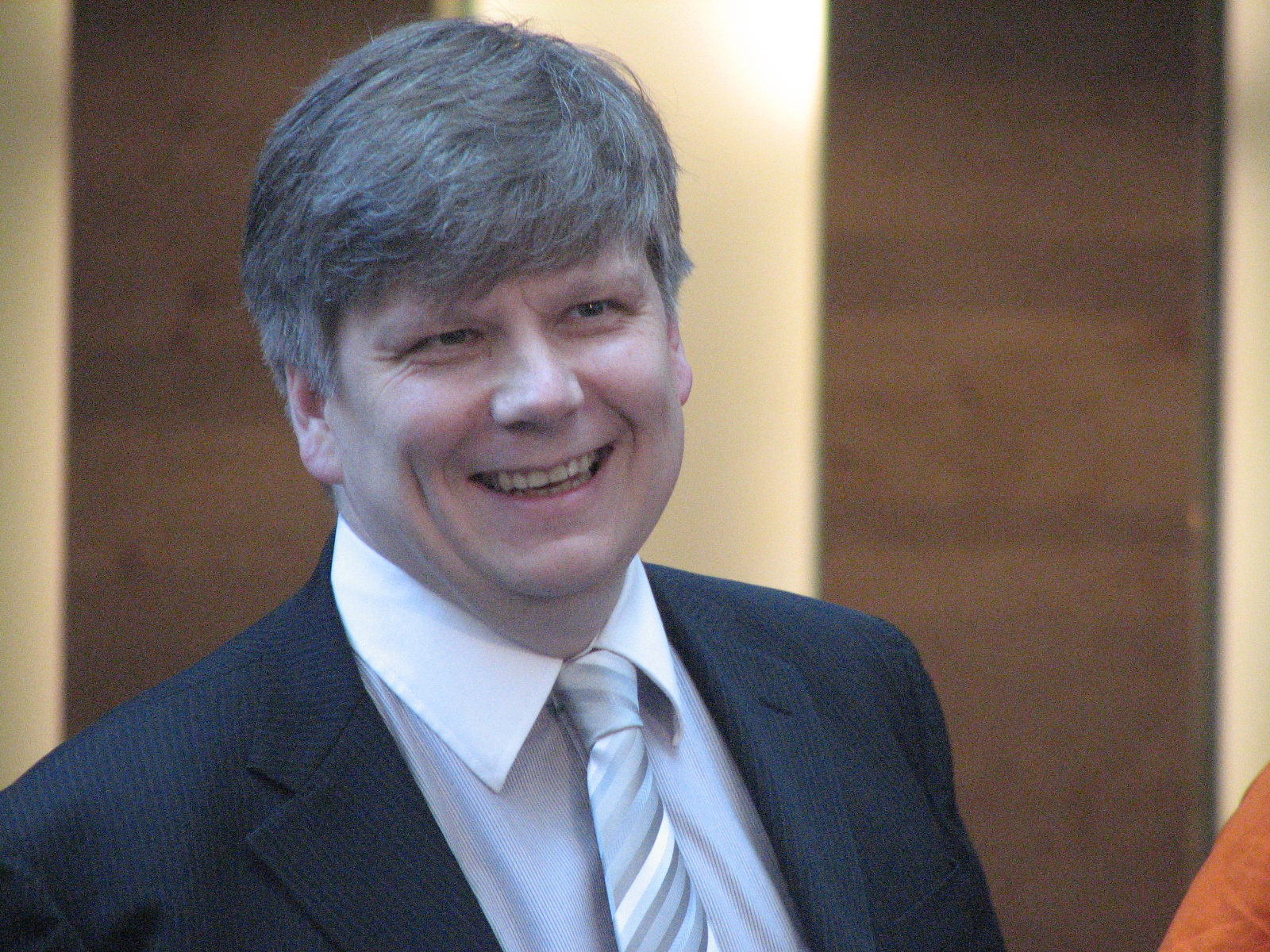
Siim-Valmar Kiisler (2011)

Siim-Valmar Kiisler (* 6. November 1965 in Tallinn, Estnische SSR) ist ein estnischer Politiker. Er gehört der konservativen Partei Parempoolsed (Die Rechte Partei) an.

## Leben
Siim-Valmar Kiisler legte 1984 sein Abitur in Tallinn ab. Anschließend studierte er an der Technischen Universität Tallinn. 1991 machte er sein Examen im Fach Automatisierte Leitungssysteme. Von 1995 bis 2003 war Siim-Valmar Kiisler Aufsichtsratsvorsitzender der Firma Glacier Eesti AS.

### Politik
Von 1999 bis 2001 war er Bürgermeister des Stadtteils Tallinn-Innenstadt. 1999 und 2002/2003 gehörte er dem Stadtrat von Tallinn an. Von 2003 bis 2007 war er Abgeordneter im estnischen Parlament (Riigikogu). 2007 wurde er zum stellvertretenden Wirtschafts- und Infrastrukturminister der Republik Estland ernannt.
Am 22. Januar 2008 wurde Siim-Valmar Kiisler im Kabinett von Ministerpräsident Andrus Ansip Regionalminister. Er trat die Nachfolge von Vallo Reimaa an, der sein Amt nach innerparteilichen Streitigkeiten aufgeben musste. Zu Kiisler Zuständigkeitsbereich gehörte vor allem die öffentliche Verwaltung in Estland. Mit dem Ende der mitte-rechts Regierung unter Ministerpräsident Ansip im März 2014 schied er aus dem Kabinett aus. 
Nach der Wahl 2015 wurde Kiisler 2016 stellvertretender Fraktionsvorsitzender seiner Partei im Riigikogu. Am 12. Juni 2017 wurde er als Nachfolger von Marko Pomerants zum Umweltminister im Kabinett Ratas I berufen.
Bei der Parlamentswahl 2019 konnte er kein Abgeordnetenmandat erringen und wurde auch nicht mehr als Minister berücksichtigt. Erst durch den Tod seines Parteikollegen Mart Nutt rückte er im Juni 2019 wieder als Abgeordneter ins Parlament nach. Nach dem Ausscheiden aus der Regierung kehrten Anfang 2021 die ehemaligen Minister der Isamaa als Abgeordnete ins Parlament zurück, womit Kiisler sein Mandat wieder verlor. Kiisler, der sich bereits zunehmend von seiner Partei entfremdet hatte, wurde von dieser in der Folgezeit ausgeschlossen und gehörte daraufhin zu den Mitbegründern der Parempoolsed (Die Rechte Partei). Aufgrund einer erneuten Regierungsumbildung Mitte 2022, bei der die Isamaa wieder Regierungsverantwortung übernahm und Minister stellte, kehrte auch Kiisler (bis zur Wahl 2023) wieder ins Parlament zurück – diesmal aber als Vertreter seiner neuen Partei.